# Acalypha leptorhachis
Acalypha leptorhachis é uma espécie de flor do gênero Acalypha, pertencente à família Euphorbiaceae.